# Carbondio
Carbondio war ein italienisches Unternehmen aus der Automobilindustrie, das im Auftrag von Kleinserienherstellern Straßenfahrzeuge komplettierte. Außerdem fertigte es einzelne Prototypen. Carbondio unterhielt enge Beziehungen zum Sportwagenhersteller Bizzarrini.

## Unternehmensgeschichte

### Salvatore Diomante
Gründer des Unternehmens waren Salvatore Diomante und Licinio Bonifaci.
Salvatore Diomante, der inzwischen eine feste Größe im Bereich klassischer italienischer Automobile ist, begann etwa 1955 eine Lehre beim Turiner Autoveredler Amandonico. 1963 wechselte er zur Carel SrL, für die er einzelne Abteilungen leitete. Carel hatte sich als Geschäftspartner von Kleinserienherstellern darauf spezialisiert, deren Fahrzeuge unter Verwendung zugelieferter Teile zu komplettieren. 1964 stellte Carel den Betrieb ein.

### Carbondios Geschäftsmodell
Etwa zeitgleich mit der Betriebseinstellung Carels gründete Salvatore Diomante zusammen mit seinem bisherigen Arbeitskollegen Licinio Bonifaci das Unternehmen Carbondio, dessen Name ein Akronym aus Carrozzeria Bonifaci Diomante ist.
Carbondio übernahm von Carel das Geschäftsmodell und den Kundenstamm. Carbondio erhielt von Dritten die Rohkarosserien und diverse Einzelteile und setzte sie zu fahrbereiten Autos zusammen. Der Betrieb übernahm den Einbau von Hauben, Türen, Kabeln, Fenstern und der Inneneinrichtung; außerdem erfolgte hier die Lackierung. Zu den Kunden Carbondios gehörten Giannini, Intermeccanica (mit den in den USA als Apollo GT verkauften Coupés und Cabriolets), Scioneri, Vignale und Zagato. 
1966 baute Carbondio für Siva Automobili zwei Prototypen des Sportwagens Sirio, dessen Dachkonzept an das des Bizzarrini 5300 Spyder S.I. erinnert, und Showcars wie den Titania Veltro.

### Carbondio und Bizzarrini

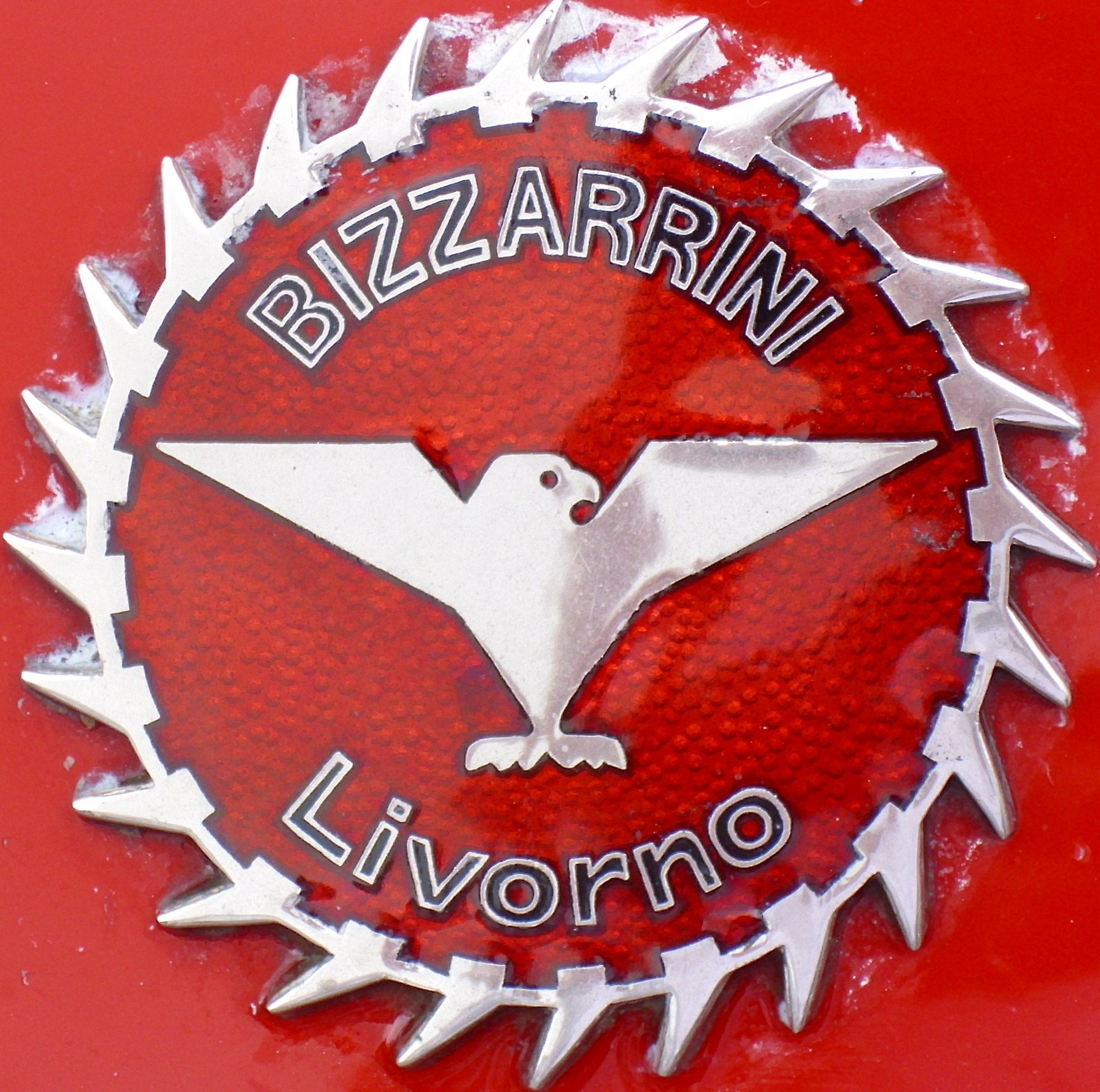
Bizzarrini-Logo

Carbondio war seit 1966 eng mit Bizzarrini verbunden. Die Beziehung begann mit dem Sportwagen Bizzarrini GT 5300. Giotto Bizzarrinis Sportwagenwerk in Livorno hatte durchgängig Schwierigkeiten mit seinen Karosserielieferanten. Die Aufbauten für den GT 5300 kamen bis 1965 von der Carrozzeria Sports Cars, danach von BBM, 1966 und 1967 von Grosso e Vece in Turin und nach deren Insolvenz schließlich von Subalpina (1968). Sie lieferten allerdings regelmäßig nur die Rohkarosserien. Carbondio komplettierte ab 1966 die serienmäßigen GT 5300 und war außerdem an der Entstehung einiger Sonderversionen beteiligt. Hierzu gehören dem Internetauftritt Salvatore Diomantes zufolge auch der auf dem Genfer Auto-Salon 1966 gezeigte 5300 Spyder S.I., dessen Design von Stile Italia stammte und dessen handwerkliche Herstellung üblicherweise Sibona-Basano zugeschrieben wird. Bei Carbondio sollen außerdem die beiden anderen stilistisch und technisch abweichenden 5300 Targas aufgebaut worden sein. Die Beteiligung Carbondios an der Entstehung dieser offenen Wagen ist insoweit unsicher, als Marken- und Modellchroniken das Unternehmen in diesem Zusammenhang nicht erwähnen. Gesichert ist allerdings, dass Ende der 1960er-Jahre das erste Exemplar des Bizzarrini P 538 sowie der Bizzarrini Manta und einige Prototypen des 1900 GT Europa bei Carbondio fertiggestellt wurden.
Salvatore Diomante kam in der zweiten Hälfte der 1960er-Jahre zunehmend in die Rolle des Produktionsmanagers für Bizzarrini. Die Arbeitsprozesse bei Bizzarrini in Livorno und bei Carbondio in Turin gingen ineinander über. Als Bizzarrini 1968 zahlungsunfähig wurde, kam auch das Ende für Carbondio. Salvatore Diomante übernahm im Insolvenzverfahren das Material von Automobili Bizzarrini, darunter mehrere unfertige GT-5300-Chassis und mindestens ein Chassis des P 538. Das Material brachte er in sein neu gegründetes Unternehmen Autofficina Salvatore Diomante ein, das 1970 in Autocostruzioni S.D. umfirmierte. Carbondio wurde 1969 aufgelöst. Bei Autocostruzioni SD wurden noch einige GT 5300 und mindestens ein P 538 fertiggestellt. Seit den 1970er-Jahren betreut SD Bizzarrini-Fahrzeuge und stellt Ersatzteile her. Zudem beschäftigt sich das Unternehmen mit der Restaurierung klassischer Sportwagen unterschiedlicher Hersteller und baut Prototypen und Einzelstücke.

## Galerie: Bei Carbondio komplettierte Autos

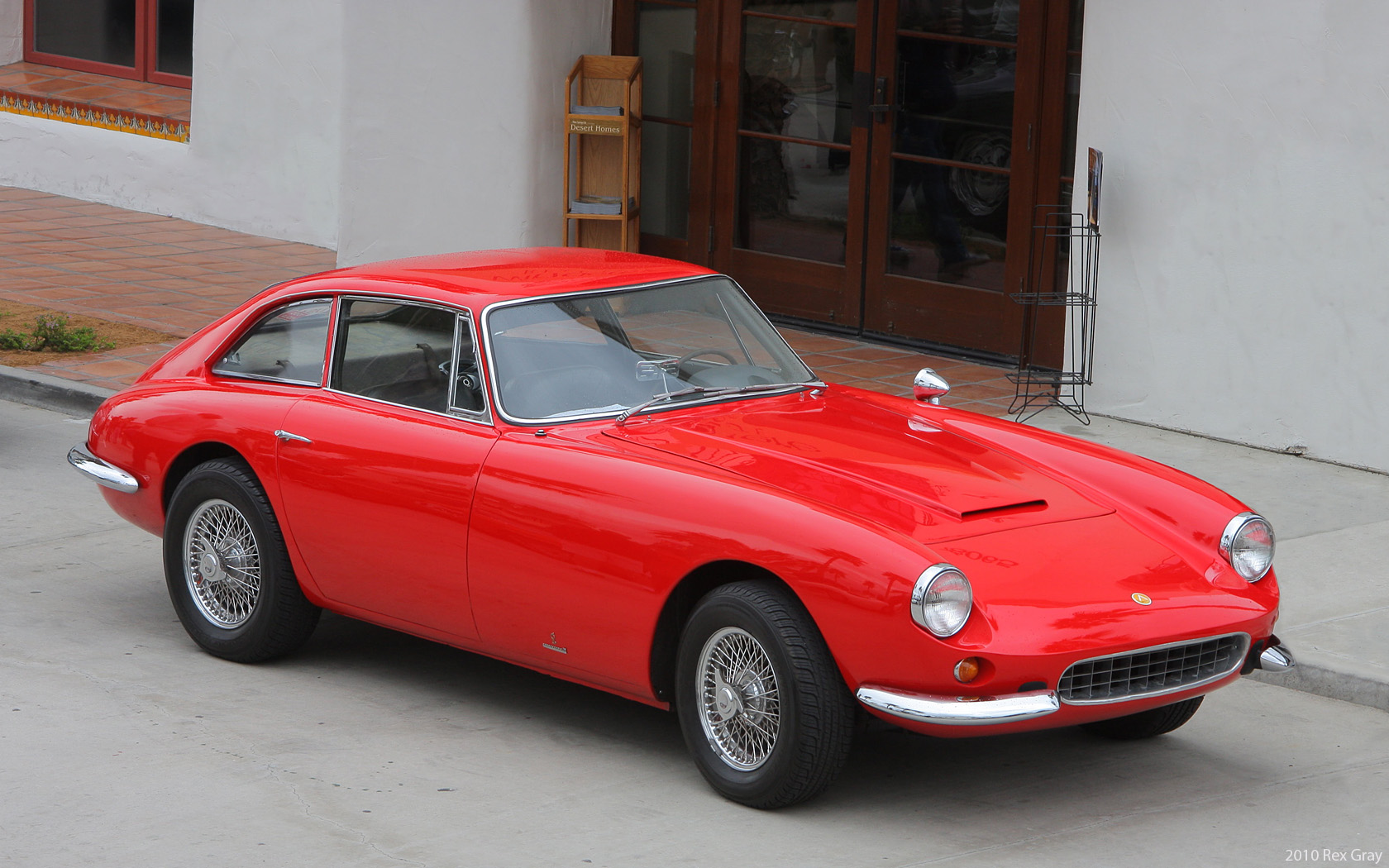
Apollo 5000 GT
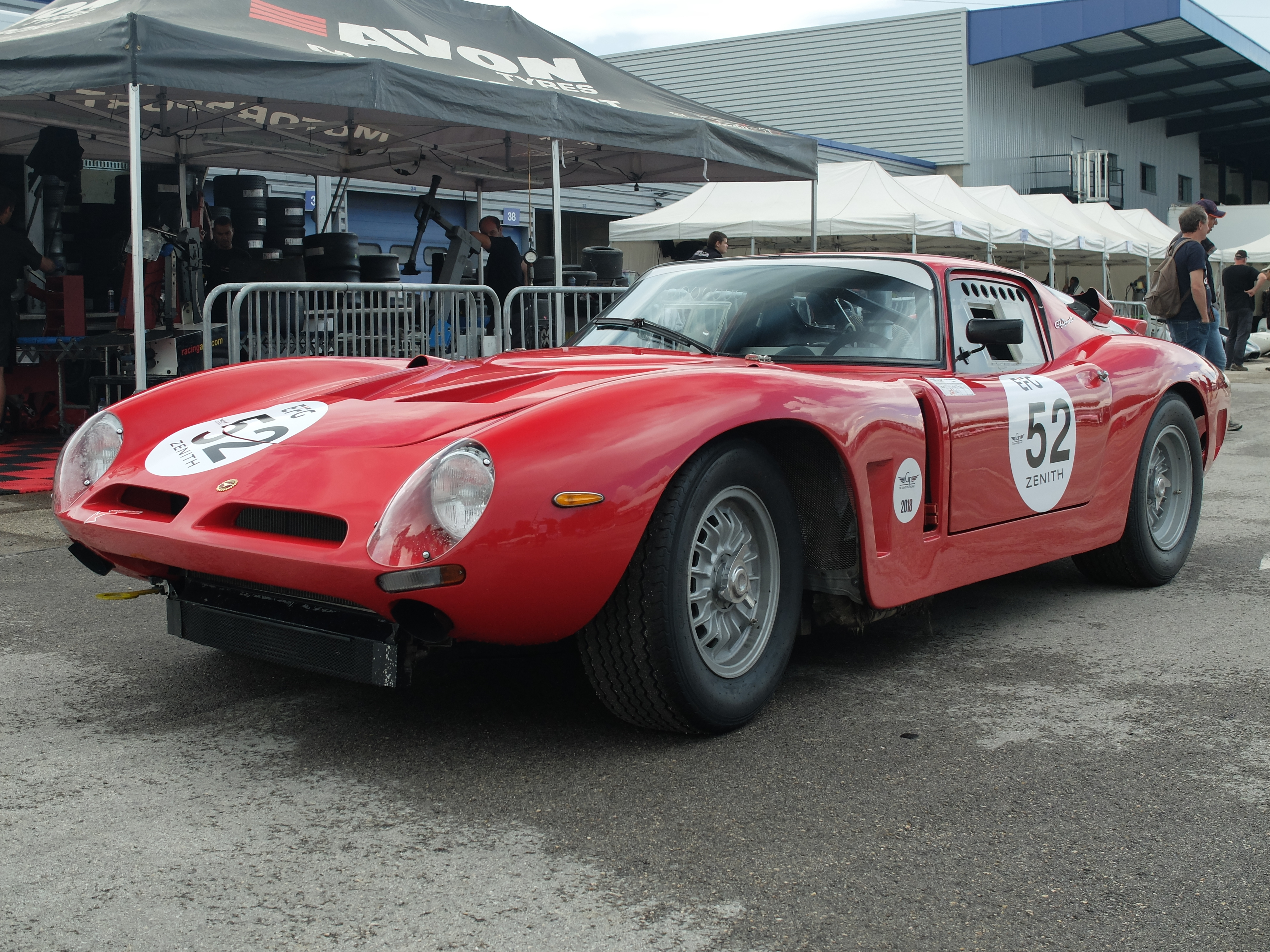
Bizzarrini GT 5300
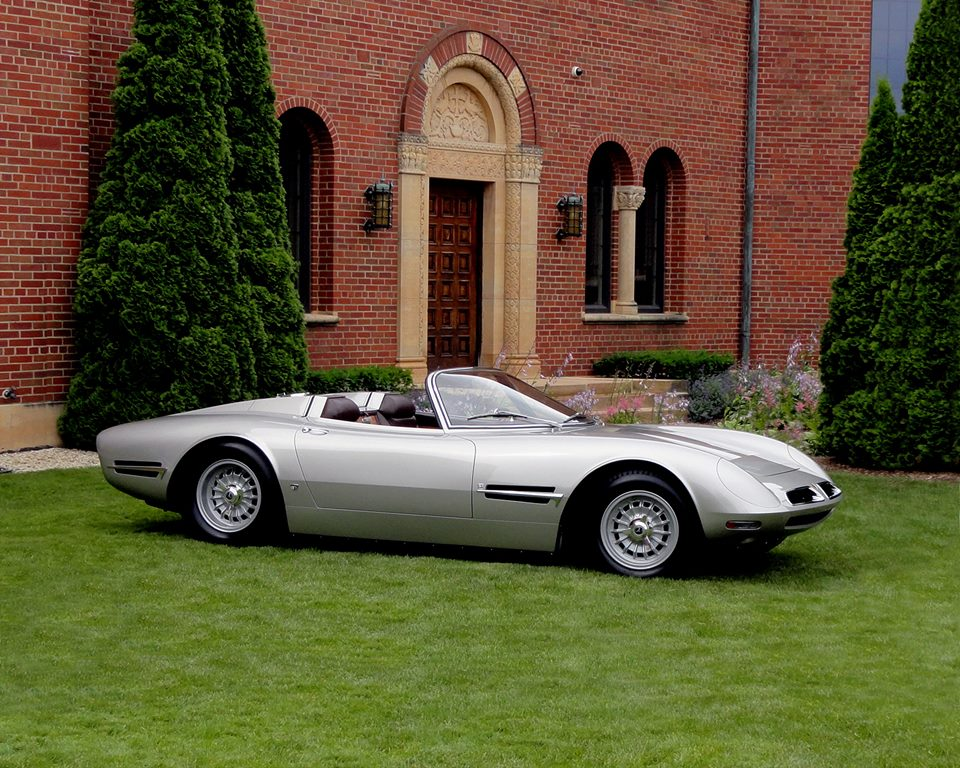
Bizzarrini GT 5300 Spyder S.I.
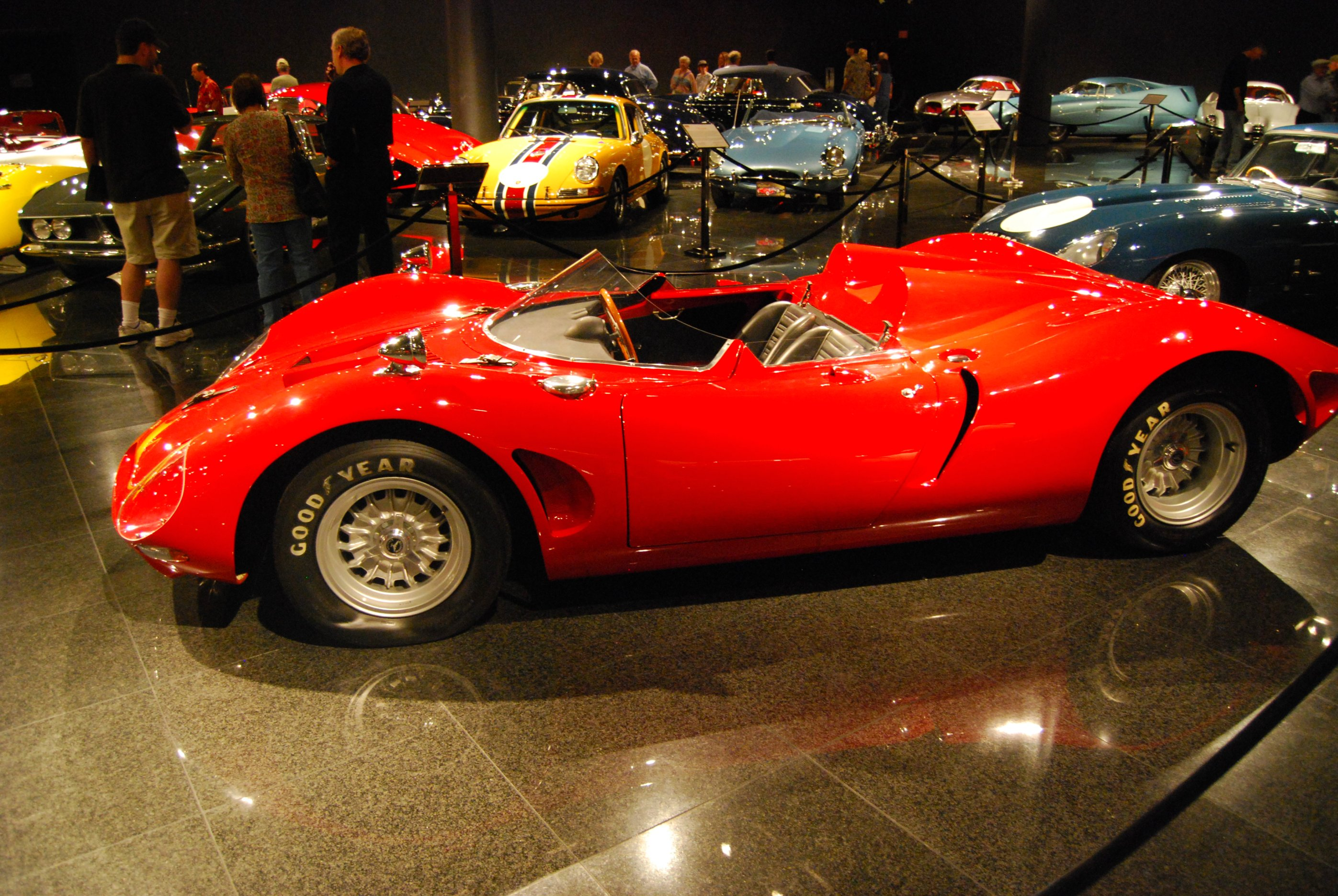
Bizzarrini P538 (Chassis Nr. 001)
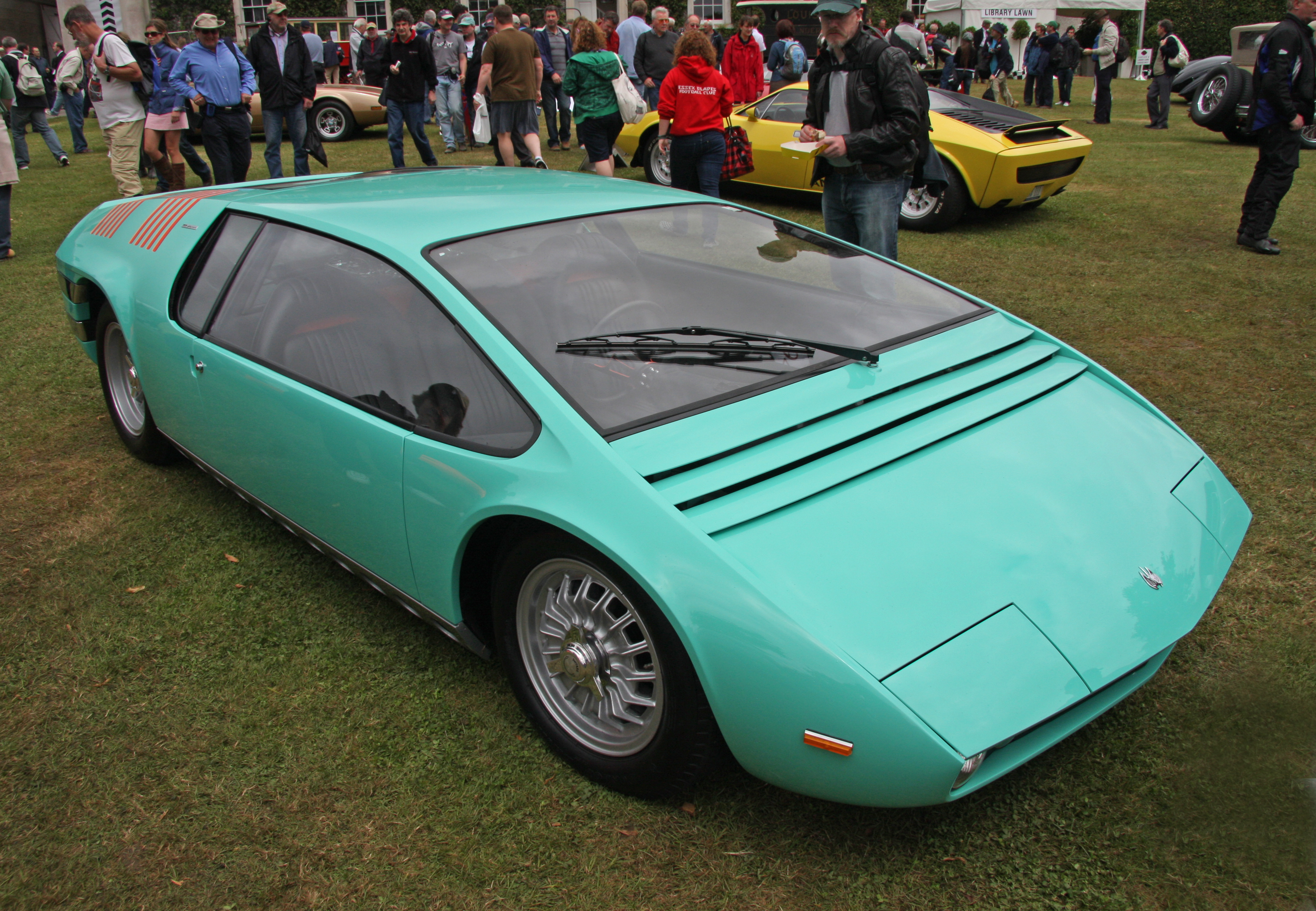
Bizzarrini Manta